# ووهما
ووهما (به استونیایی: Võhma) یکی از شهرهای کشور استونی است.
این شهر در سال ۲۰۱۱ میلادی ۱٬۳۱۴ نفر جمعیت داشته است.

## نگارخانه

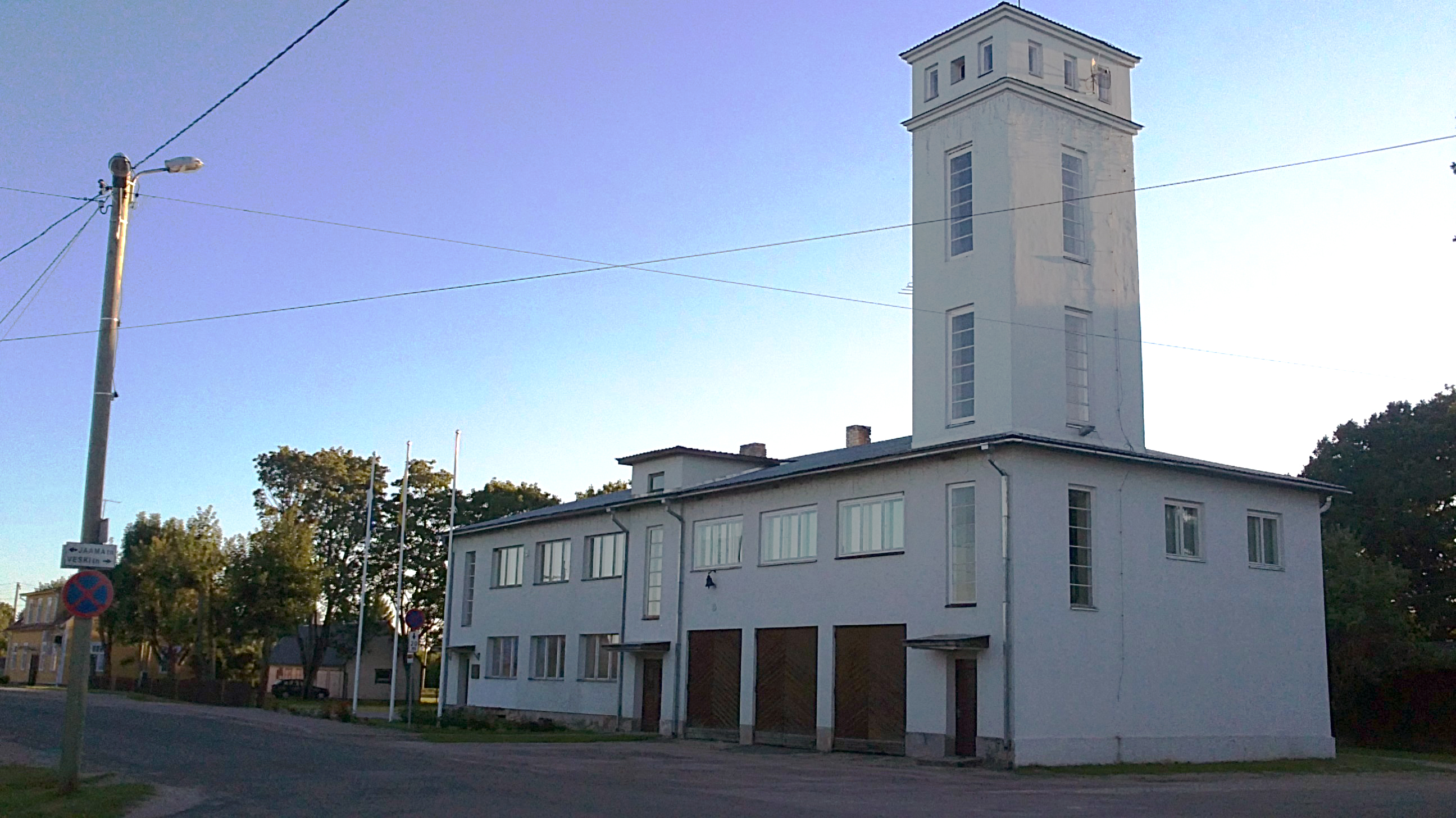
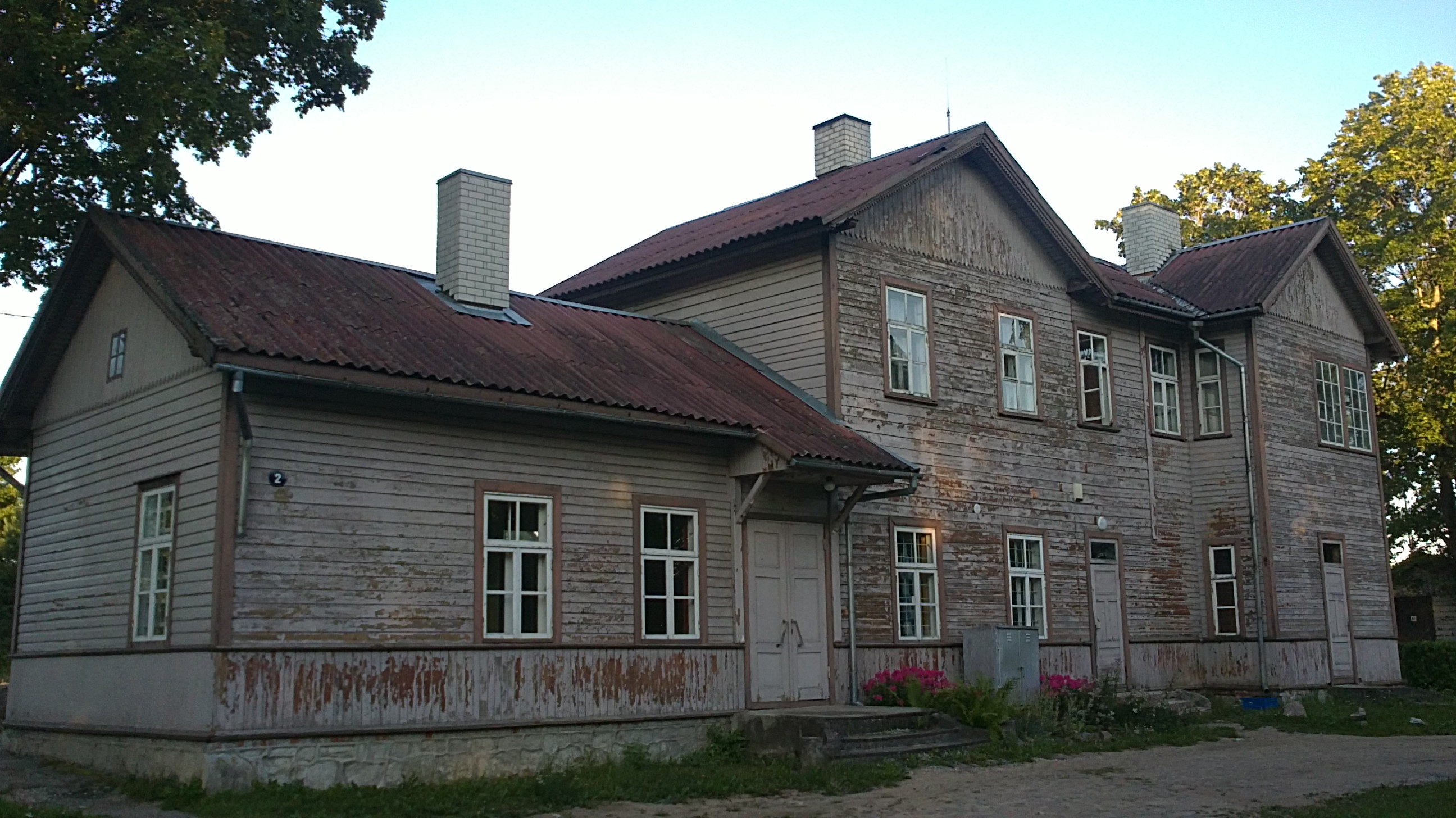
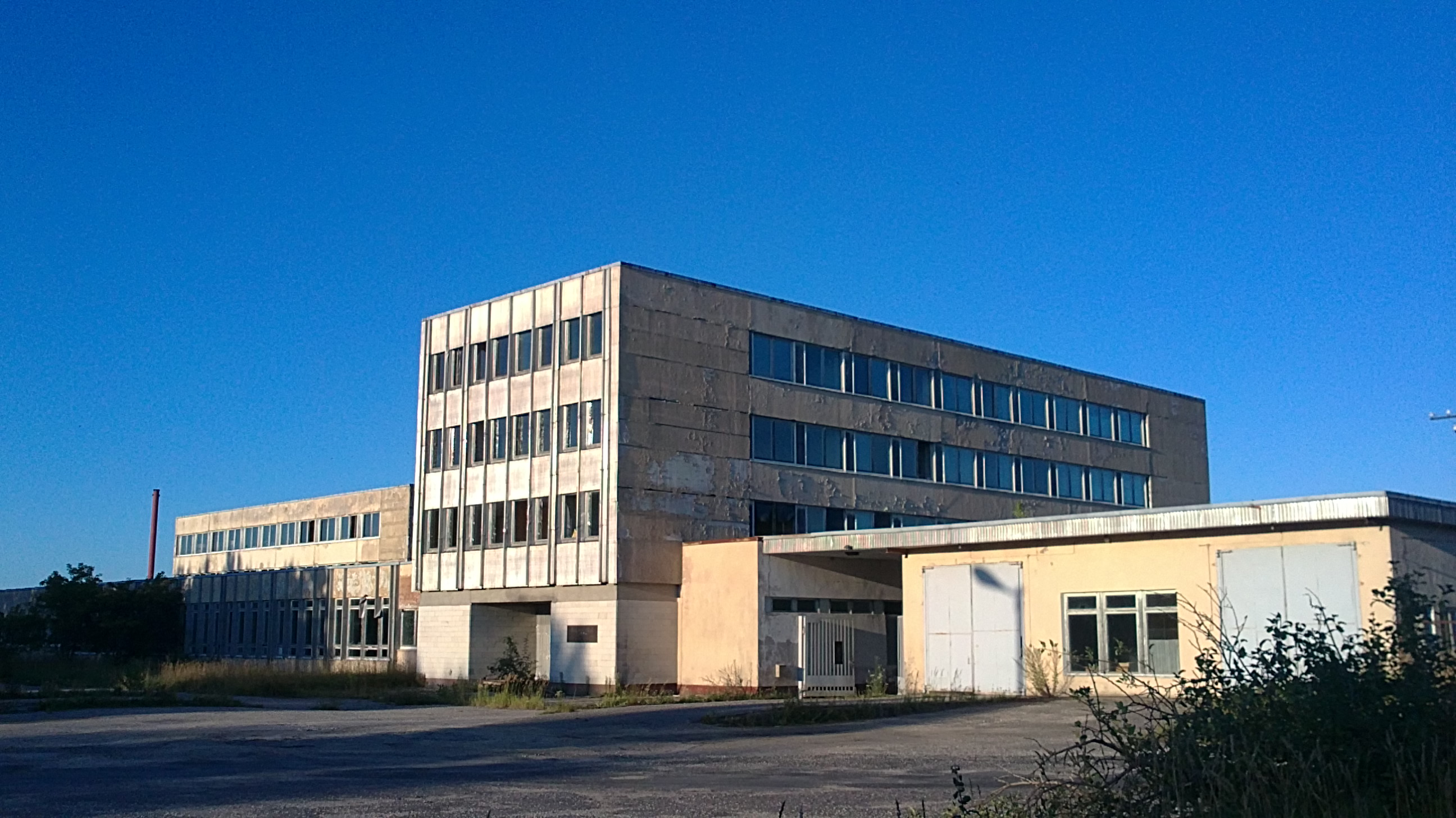